# Kidderia aupouria
Kidderia aupouria is een tweekleppigensoort uit de familie van de Cyamiidae. De wetenschappelijke naam van de soort is voor het eerst geldig gepubliceerd in 1933 door Powell.